# Pfarrkirche Ottnang am Hausruck

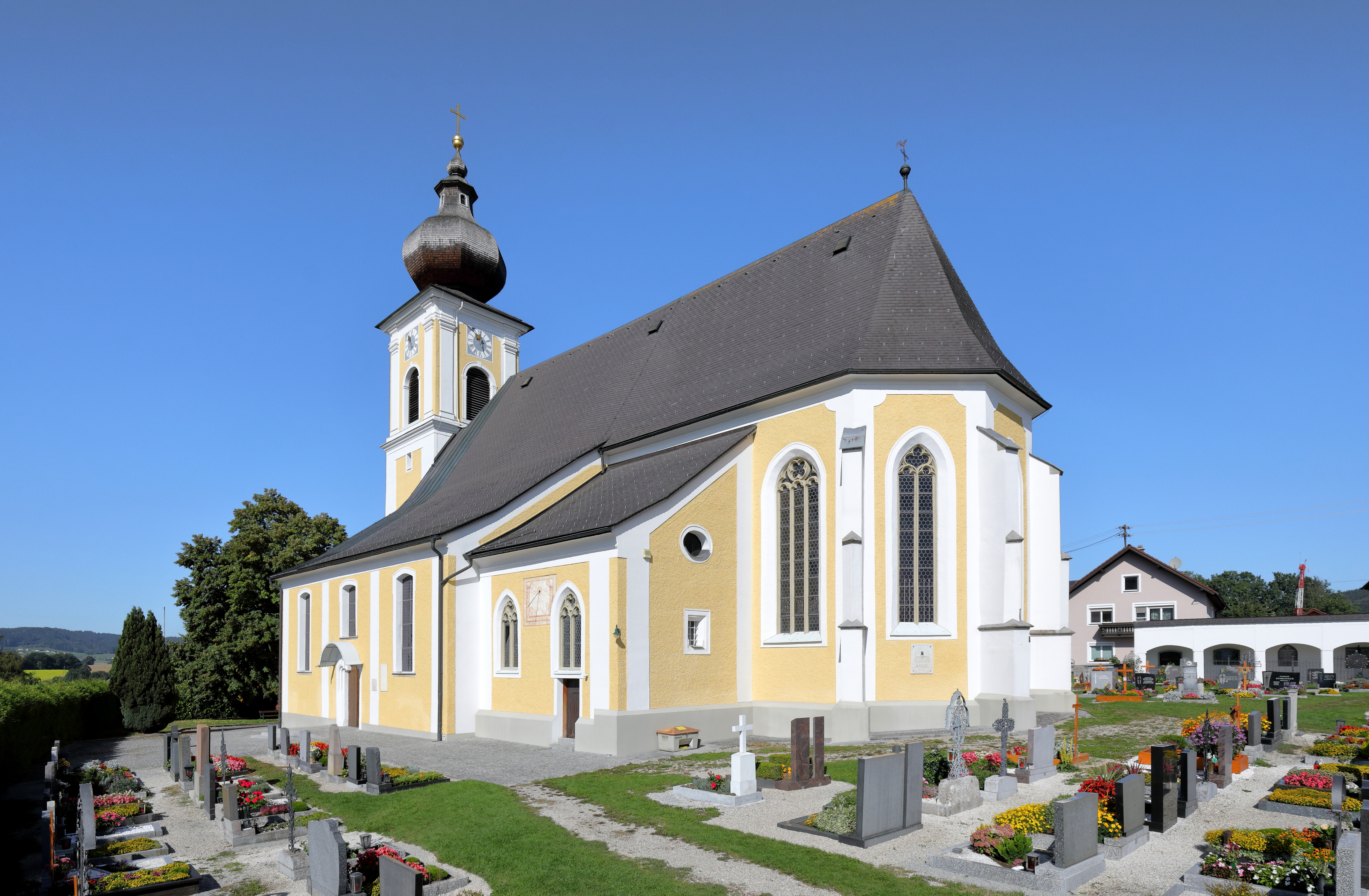
Ostansicht der Pfarrkirche hl. Stephan

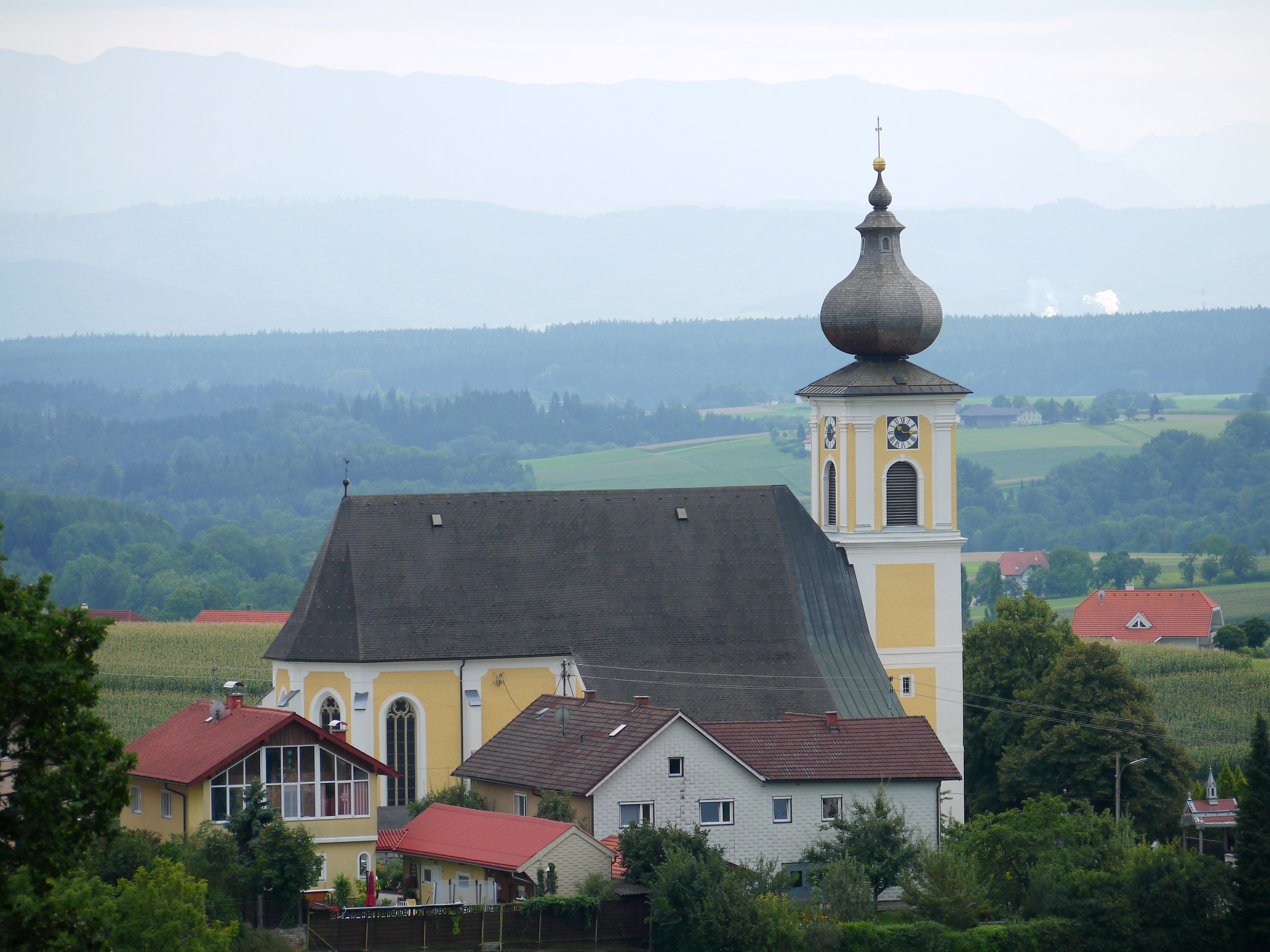
Fernansicht der Pfarrkirche

Die römisch-katholische Pfarrkirche Ottnang am Hausruck steht im Ort Ottnang am Hausruck in der Marktgemeinde Ottnang am Hausruck im Bezirk Vöcklabruck in Oberösterreich. Die dem heiligen Stephanus geweihte Kirche gehört zum Dekanat Schwanenstadt in der Diözese Linz. Die Kirche steht unter Denkmalschutz.

## Geschichte
Von der spätgotischen Kirche ist der Chor und der Turmunterbau erhalten. 1706 wurde mit dem Baumeister Carlo Antonio Carlone die Kirche wesentlich umgebaut und erweitert.

## Architektur
Der spätgotische dreijochige Chor mit einem Netzrippengewölbe schließt mit einem Dreiachtelschluss. Das Langhaus ist dreischiffig dreijochig, das Mittelschiff ist stichkappentonnengewölbt, die Seitenschiff kreuzgewölbt. Die Westempore hat ein flaches Kreuzgewölbe. Der spätgotische Westturm trägt einen barocken Zwiebelhelm. Das Südportal und Sakristeiportal sind spätgotisch. Im Chor befinden sich drei bemerkenswerte Glasgemälde aus 1494.

## Ausstattung
Der Hochaltar aus dem Ende des 17. Jahrhunderts zeigt ein bemerkenswertes Gemälde Steinigung des hl. Stephanus, gemalt von Anthoni Schoonjans am Ende des 17. Jahrhunderts.